# Symplecticum
Das Symplecticum (συμπλεκτικός „verbindend“) ist ein Knochenelement im Schädel der Knochenfische (Osteichthyes), besonders der Strahlenflosser (Actinopterygii). Es gliedert sich in der Embryonalentwicklung vom Ventralende der Hyomandibula ab – nach vorne, zur Verbindung mit dem Quadratum, während dahinter das Stylo- oder Interhyale sich abgliedert zur Verbindung mit dem Hyoid (Zungenbein). Bei Echten Knochenfische (Teleostei) fehlt es sehr selten. Bei den Sarcopterygii findet sich dieser Knochen nicht, weil die Hyomandibel bei ihnen weniger Bedeutung als Führungsglied des Kieferapparats hat.